# Bubenweisheit
Bubenweisheit war der Name eines kleinen Handbuches für die Gruppen der  katholischen Jungschar in Österreich. Es wurde 1948 erstmals herausgegeben und wendete sich hauptsächlich an etwa 9- bis 12-jährige Buben. Es war ein in 5–6 Auflagen gedrucktes Taschenbuch mit anfangs etwa 150, später 180 Seiten und enthielt zahlreiche praktische Tipps für Naturerlebnisse, Ausflüge ins Gelände, Kartenlesen, Baum- und Gesteinskunde, Gruppenspiele für Heimstunden, Zeltlager und andere gesellige Aktivitäten. Daneben hatte es die Funktion eines kleinen Liederbuchs und enthielt auch passende Gebete für diese Altersgruppe.
Die Bubenweisheit war bis etwa 1965 in Gebrauch und findet beim bisweiligen Auftauchen auf  Flohmärkten wegen seines Erinnerungswertes sofort Abnehmer. Die letzte Ausgabe wurde um 1960 von Josef Petrik in Wien herausgegeben.